# Alois Irlmaier
Alois Irlmaier (* 8. Juni 1894 in Scharam bei Siegsdorf in Oberbayern; † 26. Juli 1959 in Freilassing) war von Beruf Brunnenbauer und wurde als Rutengänger und Hellseher bekannt.
Irlmaier wird zugeschrieben, während des Zweiten Weltkriegs die Orte von Bombeneinschlägen und den Aufenthaltsort von Vermissten vorausgesagt zu haben. Außerdem wird ihm nachgesagt, bei der Aufklärung von Verbrechen geholfen zu haben.

## Leben
Der Bauernsohn Irlmaier diente im Ersten Weltkrieg von 1914 bis 1916 als Soldat. Am 8. Februar 1915 erlitt er an der französischen Front einen Lungensteckschuss mit Rippenverletzung. Aufgrund seiner schweren Verletzung wurde er nach Genesung dem Ersatzbataillon Landwehr Regiment No. 2 Landshut zugewiesen.
1920 heiratete er Maria Schießlinger und zog mit ihr vier Kinder auf, wovon ein Kind ein Ziehsohn war. Im Jahr seiner Hochzeit übernahm er den Hof des Vaters. Im Jahre 1928 fing er an, als selbständiger Brunnenbauer zu arbeiten. Ebenso erlebte er in diesem Jahr seine ersten „seherischen Visionen“. Ab 1939 bekam Alois Irlmaier zusehends Besuch von Menschen, welche von seinen seherischen Fähigkeiten gehört hatten und um Rat und Auskunft baten. Er baute sich dafür eine kleine Hütte, um dort seine seherischen Fähigkeiten zur Verfügung zu stellen, da so viele Menschen am Wochenende um Rat baten und auf seinem Grundstück Schlange standen. Diese Leistung war kostenlos und freiwillig. Nach dem Ende des Zweiten Weltkriegs 1945 steigerte sich der Zulauf, es erschienen nun vor allem Ehefrauen und Mütter vermisster Soldaten, die von Irlmaier Auskunft über das Schicksal ihrer Angehörigen erhofften.
1947 wurde Irlmaier, der zu jenem Zeitpunkt 15-fach – siebenfach wegen Betruges und achtmal wegen Zahlungsschwierigkeiten – vorbestraft war, vor dem Amtsgericht in Laufen von einem Pfarrer wegen Betrugs und Gaukelei angezeigt; dies galt nach dem bayerischen Polizeistrafgesetzbuch bis 1957 als Straftat. Im Verfahren bekundeten zwei Zeugen, Irlmaiers widersprüchlichen Prophezeiungen von vornherein keinen Glauben geschenkt zu haben. Fünf andere Zeugen sagten aus, Irlmaiers Deutung sei korrekt gewesen. Eine Verurteilung wegen Betrugs schied deshalb aus. Das Gericht sprach Irlmaier auch vom Vorwurf der Gaukelei frei, da sich dies nicht mit der erforderlichen Sicherheit feststellen ließ.
Alois Irlmaier starb 1959 an Leberkrebs.